# Burg Kost

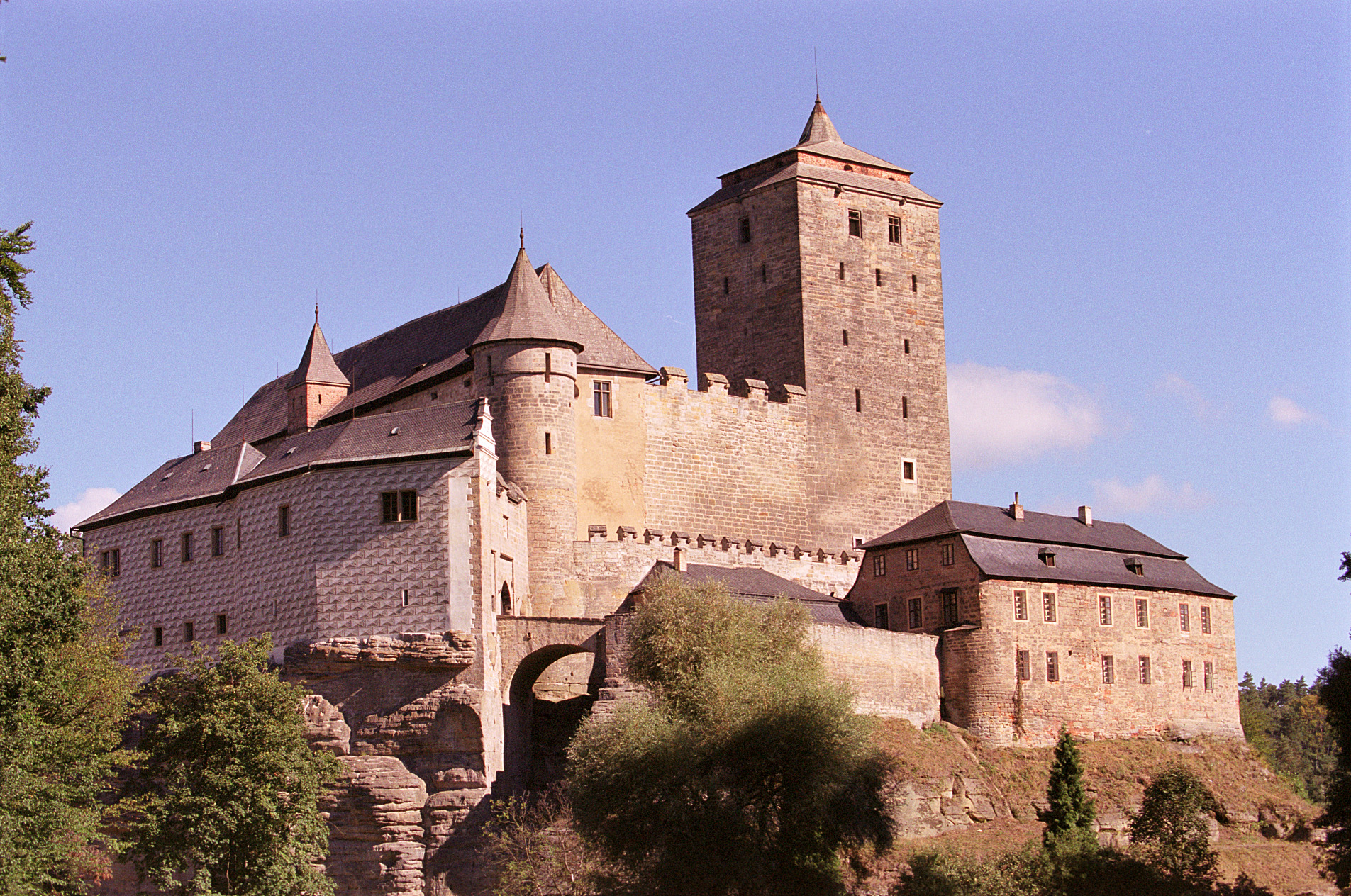
Burg Kost

Die Burg Kost befindet sich im Böhmischen Paradies (Český Ráj) in Podkost bei Libošovice, Okres Jičín, Tschechien. Nördlich der Burg befindet sich der zu Libošovice gehörende Ortsteil Dobšice. Die Burg liegt außerdem nordwestlich des Ortes Sobotka. Nach umfassenden Renovierungsmaßnahmen ist die Burg seit 2022 wieder für Besucher geöffnet und es werden geführte Touren angeboten.

## Geschichte

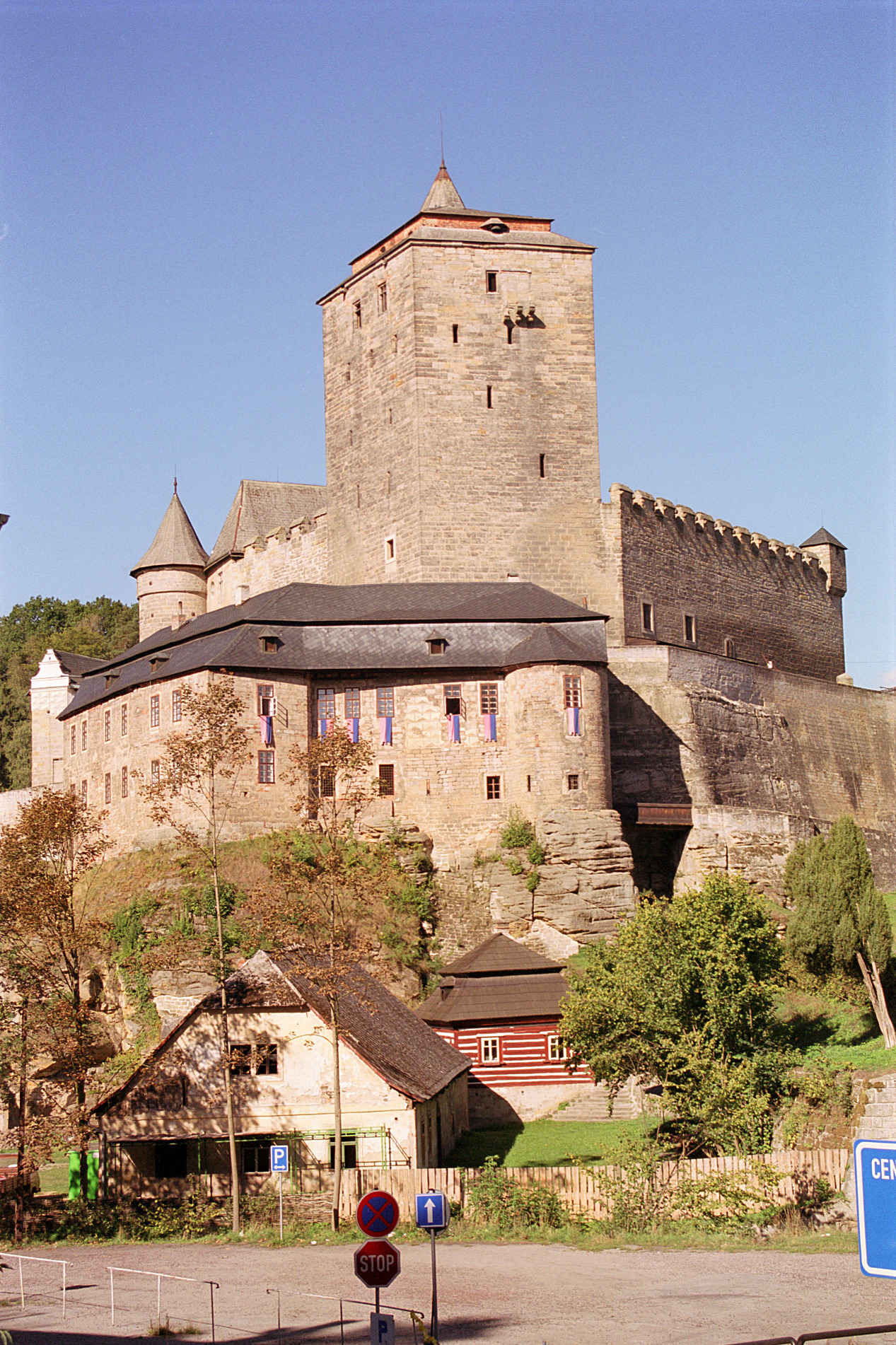
Burg Kost

Erstmals erwähnt wurde die mittelalterliche Burg Kost 1349 als Burg des Bauherren Beneš von Wartenberg. Fertiggestellt wurde sie durch seinen Sohn Peter. Seither hat sich die Silhouette nicht mehr verändert. Sie erhebt sich wie eine Bastion aus der Landschaft heraus. Wahrzeichen der Burg ist der „Weiße Turm“. Etwa 1414 wurden die Zajíc von Hasenburg Eigentümer der Burg. In den Jahren 1497 bis 1524 bewohnten die mit ihnen verwandten Schellenberg (z Šelmberka), die den westlichen Flügel anbauten, Kost. Bis Mitte des 16. Jahrhunderts wurde auf dem Weg zur Burg noch der Biberstein-Palas angebaut. Unter den Lobkowicz (bis 1576) entstanden die Gebäude vor der Burg, die befestigt und in die Burg eingegliedert wurden. Ende des 17. Jahrhunderts gelangte die Burg an die Familie Czernin von und zu Chudenitz.
Mitte des 18. Jahrhunderts kaufte sie Wenzel Kasimir Graf Netolitzky von Eisenberg (1700–1760), auf Lochovice und Kost, Kreishauptmann des Bechiner Kreises, Burggraf von Königgrätz, Oberstlandhofrichter und Generalkriegskommissär. Durch Erbschaft kam die Grundherrschaft Kost an dessen Tochter Theresia Netolitzky von Eisenberg, verstorben 1760, verehelicht 1754 mit Franz Wenzel Graf Wratislaw von Mitrowitz aus dem Hause Kost, verstorben 1779. Deren Tochter Theresia Gräfin Wratislaw-Netolitzky; verehelicht 1810 mit Joseph Graf Pozzo di Borgo, k. k. Kämmerer, wurde Erbin von Burg Kost und nach ihr deren Sohn Flaminio cavaliere Dal-Borgo-Netolitzky. Die Burg Kost überstand den Zweiten Weltkrieg unbeschädigt und war 1945 Besitz des Grafen Pio Paolo dal Borgo-Netolitzky. Die Burg Kost war in der nachfolgenden ČSSR für öffentliche Besichtigung freigegeben.
Nach der „Samtenen Revolution“ gelangte sie 1993 durch Restitution an die Grafen Kinsky dal Borgo.
Die Burg ist gut erhalten und diente 2007 als Kulisse für den Kinofilm Hannibal Rising – Wie alles begann sowie 2014 für die TV-Verfilmung von Das Geheimnis der Hebamme.

## Besonderheiten
Nach der Schlacht bei Königgrätz 1866 im Deutschen Krieg kam eine Vielzahl von Besuchern nach Kost. Unter diesen auch Kronprinz Rudolf von Österreich-Ungarn.
Eine Besonderheit ist der Turm, der eine trapezähnliche Form aufweist. Solche unregelmäßigen Formen wurden bei manchen Burgen verwendet, um die Bauten vor Kanonenbeschuss zu schützen. Die Kugeln konnten ohne einen Schaden anzurichten abprallen, wenn sie die Wand nicht im rechten Winkel trafen.

## Forschung
Zu Beginn des 20. Jahrhunderts verfasste der Historiker Josef Pekař eine umfangreiche Abhandlung über die Burg und die Grundherrschaft Kost mit Schwerpunkt auf dem 17. und 18. Jahrhundert. Er verwendete dazu Archivmaterial, das sich im Besitz der Familie Czernin von und zu Chudenitz erhalten hatte. Die Czernin besaßen Kost von 1637 bis 1738. Das Werk behandelt im ersten Teil die Geschichte der Burg und der adligen Besitzer, im zweiten Teil schildert es die Herrschaft und die Lebens- und Besitzverhältnisse der bäuerlichen Untertanen vor dem Revolutionsjahr 1848. Die beiden Bände des „Buches über Kost“ erschienen 1910/1911 im Selbstverlag, 1935 in zweiter Auflage bei Melantrich in Prag.
2019 wurden Reste eines Sudhauses freigelegt, das zu Zeiten der Renaissance und des Barock hier betrieben wurde.